# 237-ма піхотна дивізія (Третій Рейх)
237-ма піхотна дивізія (Третій Рейх) (нім. 237. Infanterie-Division) — піхотна дивізія Вермахту, що входила до складу німецьких сухопутних військ у роки Другої світової війни. Сформована у червні 1944 року на території протекторату Богемії та Моравії шляхом переформування піхотної дивізії «Миловіц». З серпня 1944 до травня 1945 року виконувала окупаційні функції на півострові Істрія, проводила активні антипартизанські операції в цьому регіоні. У березні-травні 1945 року активні бої на півночі Югославії та Італії.

## Історія
237-ма піхотна дивізія сформована 12 червня 1944 року в ході 27-ї хвилі мобілізації на навчальному центрі Міловіце (нім. Truppenübungsplatz Milowitz) у XIII військовому окрузі на території протекторату Богемії та Моравії, на основі піхотної дивізії «Миловіц».
У серпні 1944 року дивізія була переведена на півострів Істрія, де увійшла до складу окупаційних сил оперативної зони Адріатичного узбережжя, а пізніше в листопаді у складі LXXXXVII армійського корпусу.
В основному частини дивізії билися проти істрійських партизанських загонів і 43-ї істрійської дивізії, укріплюючи берегову лінію проти можливих висадок західних союзників. Наприкінці березня 1945 року на прохання генерала Лора дивізія висунулася до Рієки, а 4 квітня 1046-й полк, який прибув із Сушака через Горенє Єленє до Локве, де вступив у бой із партизанським загоном югославської 43-ї дивізії. 1 квітня 1048-й полк дивізії прибув до Хреліна і Кралєвиці, а 1047-й полк залишився в Пулі.
10 квітня 1945 року югославська 4-та армія звільнила Сень, і дивізія з двома своїми полками була направлена на лінію Злобин-Цриквениця, де їй було визначене завдання зібрати залишки 392-ї дивізії та зупинити просування 4-ї армії противника на Сушак, Рієку (Фіуме) та Клана. З 16 квітня дивізія брала активну участь в ар'єргардних боях, відступаючи до Рієки, в той час як її третій полк, що діяв окремо в Істрії, намагався зупинити 9-ту далматинську дивізію, яка висадилася в Лабині і наступала до Пазина та Бузета.
Більша частина дивізії все ще воювала навколо Рієки, коли 3 травня 1945 року надійшов наказ від командира LXXXXVII армійського корпусу про прорив з оточення через Рупе до Ілірської Бистриці. Дивізія змогла прорватися до визначеної цілі, але лише для того, щоб капітулювати 7 травня разом з рештою LXXXXVII корпусу.

## Райони бойових дій
- Чехословаччина (червень — серпень 1944);
- Італія, Югославія (серпень 1944 — травень 1945)

## Командування

### Командири
- генерал-лейтенант Ганс фон Гравеніц (нім. Hans von Graevenitz) (12 липня 1944 — квітень 1945);
- оберст Карл Фалькнер (нім. Karl Falkner) (квітень — 8 травня 1945.

### Підпорядкованість
| Час     | Корпус                                 | Армія | Група армій (округ)                            | Штаб   |
| ------- | -------------------------------------- | ----- | ---------------------------------------------- | ------ |
| 1944    |                                        |       |                                                |        |
| серпень | Оперативна зона Адріатичного узбережжя | 14 А  | Група армій «C»                                | Істрія |
| жовтень | LXXXXVII ак                            |       | Група армій «C»                                | Істрія |
| 1945    |                                        |       |                                                |        |
| січень  | LXXXXVII ак                            | 10 А  | Група армій «C»                                | Істрія |
| квітень | LXXXXVII ак                            |       | Група армій «E»                                | Істрія |
| травень | LXXXXVII ак                            |       | Головнокомандування Вермахту «Південний Захід» | Істрія |

### Склад
| 1944                                |
| ----------------------------------- |
| 1046-й гренадерський полк           |
| 1047-й гренадерський полк           |
| 1048-й гренадерський полк           |
| 237-й артилерійський полк           |
| 237-й запасний батальйон            |
| 237-й фузилерний батальйон          |
| 237-ма протитанкова рота            |
| 237-й інженерний батальйон          |
| 237-й дивізійний батальйон зв'язку  |
| Управління постачання 237-ї дивізії |
| Санітарна служба 237-ї дивізії      |